# 斉藤洋美
斉藤 洋美（さいとう ひろみ、1959年〈昭和34年〉7月9日 - ）は、ラジオパーソナリティ、司会、女優。東京都八王子市出身。血液型A型。桐朋学園大学短期大学部（現在の桐朋学園芸術短期大学）欧米文化科を卒業した。

## 略歴
父親は船会社の役員で、4歳年上の兄がいる。幼い頃よりピアノを習う。中学校から短大まで、女子校に学ぶ。学生時代にはラジオの深夜放送（野沢那智&白石冬美、大村麻梨子などの『パックインミュージック』）等を聴き、番組にハガキを投稿していた。また、テレビでは『デン助劇場』が好きだったという。演劇にも興味を持つ。高校在学中、ラジオ好きが嵩じて自らラジオたんぱDJコンテストに応募し大橋照子賞を受賞した。
1980年4月、ラジオたんぱ『ヤロウどもメロウどもOh!（ヤロメロ）』でDJとしてデビューした。大橋照子、小森まなみとの“たんぱ三人娘”として人気を博す。洋美のヤロメロは1983年9月30日まで3年半続いた。
テレビでは、1980年代初期頃にテレビ神奈川の『おしゃべりトマト』月曜日の映画紹介コーナー、『ファンキートマト』内の映画紹介コーナー「洋美のムービルプラザ」、平成の初期に日テレ朝6時台の情報番組『ルンルンあさ6生情報』のコーナー内で出演する姿が見られた。フジテレビの『小川宏ショー』にも、頼近美津子の代役で出演した事が数回ある（「小川宏ショー」に出演時には、「黒塗りの車が、家まで迎えに来た」ということもあったという）。
1984年のヤロメロ引退直後、しばらくはラジオのスポットCMに出演していた。 映画 「アンナ・パブロア」「パンツの穴」などに出演した。
1984年4月、渋谷PARCO100チャンネルTVで映画紹介を開始した。
1985年4月より、AMラジオ放送での初仕事『ラジオはアメリカン（ラジアメ）』の2代目パーソナリティに就任した（『斉藤洋美のラジオはアメリカン』）。 ノリの良いトークや、構成作家である鶴間政行との掛け合いが中高生を中心に支持され、8年以上も担当を務めることとなった。後に、AIIでの有料のインターネットラジオでも「斉藤洋美のラジオはアメリカン」は復活している（2001年 - 2005年 出演は、斉藤洋美、鶴間政行）。
他にも、テレビ番組のワイドショーのレポーター、女優（テレビドラマでのチョイ役、エキストラ出演者とほぼ同等）、各種イベント司会など（一時期、「紳士服のコナカ」の新店舗オープニングイベント司会も担当）、ラジオパーソナリティ以外にも活動の場を広げた。『踊る大捜査線』のスピンオフ映画、2005年公開の『容疑者 室井慎次』にも出演した（監督、脚本の君塚良一との繋がりで、ただし、ほんの一瞬のみ）。
その他、コミュニティ放送のFM世田谷で『タマリバ』や『斉藤洋美のCINEMADONNA』を担当した。
2007年10月から2008年3月まで、自身の生まれた三多摩地域を放送エリアとするコミュニティ放送・FMたちかわにおいて、日曜朝のワイド番組『斉藤洋美のハッピースタイル』を担当した。3時間の生放送の内、途中1時間は『ファンキートマト』時代からの盟友・シャーリー富岡が相方に登場していた。また、同局では時報など至るところで斉藤洋美の声が聞こえる。
その後、映画関連分野（映画のイベント、試写会等）での、司会等もしていた時期もある。また、アパレル関連の仕事にも従事している。

## エピソード
- 『ラジオはアメリカン』のパーソナリティを務めていた頃は、『ピンクナッツ』という愛称があった[6]。また小学6年生当時はやや太っていたことから『ドラムカン』と呼ばれていたこともあった[7]。
- 中学時代、「コーチがカッコ好い」と、ハンドボール部に所属し3年間活動する。部員が少ないため、即レギュラー選手になる[5]。
- 劇や映像作品の制作、演出をしたことがあり、小学生時代は学芸会で劇『トンデレラ』の作と演出を担当した。高校時代は学校の仲間と8mmフィルムで『天才、秀才、バカの一日』という映画を制作し、出演もした[5]。これは後に『ラジアメ』のイベントで公開され、2009年11月に開催された映画関連のイベントでも数十年ぶりに公開された（イベントにはゲストとして鶴間政行も出演）。
- ラジオたんぱでの番組パーソナリティ担当時、担当番組内での企画の『一種の「罰ゲーム」』において、ピンクのレオタード姿で番組を放送し、番組リスナーに公開での写真撮影会が行われた事もある。（レオタードは、「Please Look at My 愛」の売り上げで購入した チャコット製）[8]）
- 大橋照子の『ラジオはアメリカン（ラジアメ）』番組降板にともない、当初2代目パーソナリティには別の人（一説には、女性フォーク歌手。スポンサー等も了解済み）が決まっていたが連絡が取れず、早急に番組の次期パーソナリティを決めなければならず、大橋照子の助言により斉藤が推薦され、大橋のブレーンにより資料等が用意されて（斉藤が担当したラジオ番組のテープ録音等を手配）連絡された。連絡された当日、斉藤は友人と会う約束をしていたが、友人の都合で急遽キャンセルとなり、たまたま自宅に帰っていたところに連絡が入り詳細も判らぬまま了解をした結果、番組パーソナリティに決定した（当時は、携帯電話等がない時代であり、斉藤はフリーで仕事をしていた）[5]。
- 『ラジアメ』のパーソナリティ担当初期には、収録時に番組ディレクターよりの駄目出しがあり（「愛の鞭」的に、物を投げられる様な事もあった）よく叱られた。30分番組であったが、1本分の番組収録に2時間も掛かる事もあり、家に帰り泣いたり、落ち込む事も度々あった。しかし、次回の番組収録を楽しみにしていた。
- ピンと鼻筋の通った顔立ちをしているが、中高生の多かったラジアメリスナーより（愛情の裏返しで）「鼻が矢印」「顔がモアイ像」と呼ばれてしまう[9]。あげくに、『ラジアメ』の番組ノベルティとして作られた顔写真入りの下敷も、「魔除け下敷」という呼称が付けられた[10]。
- 祖父の名前が欽ちゃんファミリーのタレントと同姓同名の「斉藤清六」であったため、『ラジアメ』で斉藤が祖父の話題を出した時は、欽ちゃんファミリーの放送作家である鶴間政行に大うけした。
- 『ラジアメ』番組内で鶴間政行より「バカ」等と言われており[11]、『ラジアメ』のイベント時、見知らぬ子供より「バカ」と罵られたりした事も度々ある。また、『ラジアメ』担当終了後、しばらくしてから仕事上で知り合いになった担当者等が、当時番組リスナーだった事も多く、度々「ラジアメの斉藤洋美さんですよね？ 番組リスナーでした」と声をかけられる事もある。さらに、失敗等すると『ラジアメ』での影響か「『バカ』等と言われる事もある」と本人が語った。
- 『ラジアメ』担当時、他にもレポーターとしてテレビ出演をしており、出演番組をたまたま『ラジアメ』の構成作家の鶴間政行が見ており、「テレビを見ているとハラハラする」とのことで「毎回コーナー終了後に、家に電話して来い！」と言われ、公衆電話より電話をすると、毎回駄目出しをされていた。また、母親からもテレビ出演時には連絡があり、服装や髪型の事で駄目出しをされていた。
- テレビ番組のレポーターとしてとあるパーティで西城秀樹の密着レポートをしていた時、前座として出演していた当時無名のとんねるずから「俺達は将来有名になるから一緒に写真を撮っておいた方が良い」と言われ一緒に写真撮影した事があり、その写真はその後も保管している[12]。
- 『ラジアメ』の地方でのイベントから鉄道を使い東京に戻ってきたが、斉藤が切符を無くしてしまい、大急ぎで同行者全員で乗車してきた車両に戻り探すと、車内清掃中であり車両には入れなかったが、窓越しに座席の間に挟まっていたのを発見して難を逃れた。以後、斉藤には切符は渡さず、必要な時以外は同行するスタッフが預かっていた。
- 『ラジアメ』がナムコの提供だったことからか、ナムコ製作の映像作品（オリジナルビデオ）『未来忍者 慶雲機忍外伝』に、チョイ役で出演を果たす。他にもナムコ・ワンダーエッグ内のサテライトスタジオから放送していた、エフエム世田谷の『たまリバ！』のパーソナリティをつとめたほか、ワンダーエッグの閉園セレモニーの司会も行うなど、ナムコとは縁が深い。
- 自称・音痴。かつてファンの支援を受けレコードを録音したことがあるが（「Please Look at My 愛」A面は本人による歌、B面はピアノの弾き語りによるナレーション）、後にラジアメで流されて絶句。鶴間政行も「ひどいなー」とコメントしていた[13]。
- 『ラジアメ』終了後、鶴間政行の引っ越しに駆り出された事もある。
- 結婚はしている模様（詳細は不明、子供がいるのかは不明）[14][15]。自身のブログ上では、結婚相手と思われる人の事を「家族」と表現しているブログ記事は何回か掲載される。（ポッドキャストの番組でも、「家族」と発言している事もある）
- 若い頃よりのマイケル・ジャクソンのファン。マイケル・ジャクソン没後、自身のブログにはマイケル・ジャクソン関連のブログ記事が多く投稿されている[16]。
- フジテレビの月9ドラマ『君が嘘をついた』の1988年11月7日放送の第3話「二股かけるなんてヒドイ」に出演している。喫茶店のウエイトレス役で、約1秒間の出演だった[17]。

## ラジアメのイベント「全国ふれ愛キャンペーン」
ラジアメにおいては、全国各地でイベント「全国ふれ愛キャンペーン」を行ってきたが、そこでのエピソードには枚挙にいとまがない。
- イベントで宮崎に行った翌日、ムーンビーチにて水着になるやいなや快晴の空が曇りだし、嵐になる（天の怒りと呼ばれている）[18]。
- 横須賀でのイベント中に強風によりスカートがめくれ、下着が何度か見えてしまった。鶴間曰く「3人失神、ステージ前の花が枯れた。」[19]。
- 浜松ではイベント開始初めの頃に鼻血を出してしまい、急遽ステージを降りて鼻血を止めるのに専念した（その間、鶴間政行が司会を担当して時間を繋いだ）。このエピソードが、後の番組本タイトル『モアイの鼻血』の由来となっている[19]。

## 主な出演番組
- 斉藤洋美のラジオはアメリカン（TBSラジオ、1985年4月 - 1993年6月）[1]
- Cinema Street（ミュージックバード）
- たまリバ！（エフエム世田谷）
- 斉藤洋美のハッピースタイル（FMたちかわ）（2008年3月まで）
- 4時のふれあいスタジオ （ラジオたんぱ、1977年3月 - 1980年3月）[1]
- ヤロウどもメロウどもOh! （ラジオたんぱ、1980年3月 - 1983年3月）[1]
- 日本全国ヤロメロどん! （ラジオたんぱ、1983年4月 - 1983年9月）
- 土曜めきラジオ （ラジオたんぱ、1987年10月 - 1989年4月、放送開始時は「土曜めきスタジオ90分」）
- ラプソディ イン シネマ （ラジオNIKKEI第1放送、毎週金曜 20:00 - 20:30、2012年11月2日 - 2013年3月29日）
- シネマRN2 銀幕の夜（ラジオNIKKEI第2放送、2017年10月 - 2019年3月）
- シネマ 銀幕の夜（ラジオNIKKEI第1放送、2019年4月 - 2019年12月、2020年4月 - 2020年9月、2020年12月 - 2022年7月）
- ポッドキャスト「斉藤洋美のVOICE de シネマ」
- ポッドキャスト「斉藤洋美の“洋美だぜぃ！”」（不定期での更新）
- ポッドキャスト「斉藤洋美・中野ダンキチの秘密基地トーク」（水野晴郎ドットコム内のコーナー）（不定期での更新）
- ファンキートマト（テレビ神奈川）